# 페데리카 브리뇨네
페데리카 브리뇨네(이탈리아어: Federica Brignone, 1990년 7월 14일~)는 이탈리아의 알파인 스키 선수이다. 올림픽에 4회 참가했으며 2018년 동계 올림픽에서 여자 대회전 동메달, 2022년 동계 올림픽에서 여자 대회전 은메달, 여자 복합 동메달을 획득했다. 또한 세계 선수권 대회에서 금메달 2개, 은메달 3개를 획득했고 알파인 스키 월드컵에서 이탈리아 여자 선수로는 최초로 종합 우승(2020)을 차지했다.

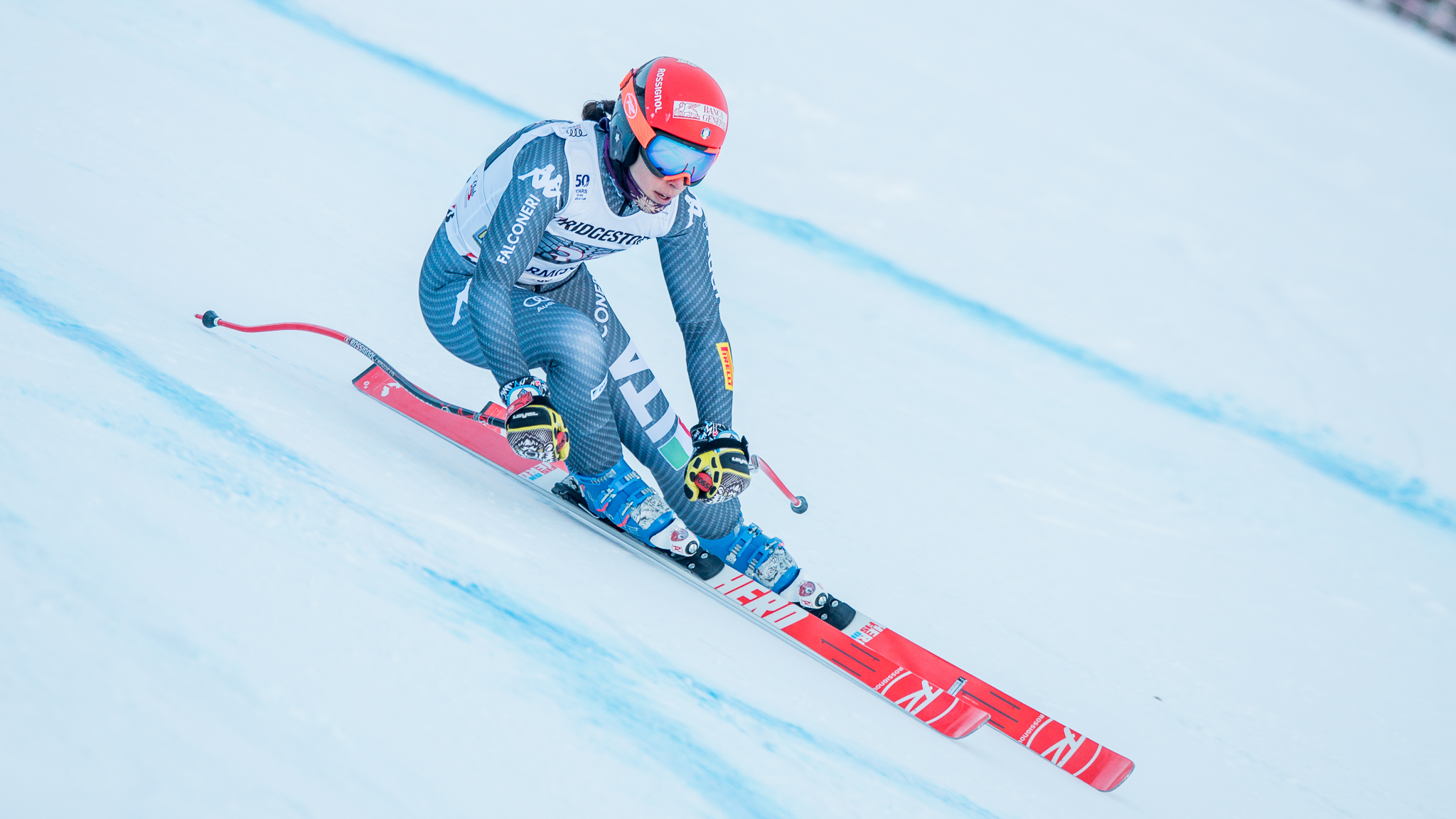
2017년 가르미슈파르텐키르헨 월드컵 당시의 브리뇨네

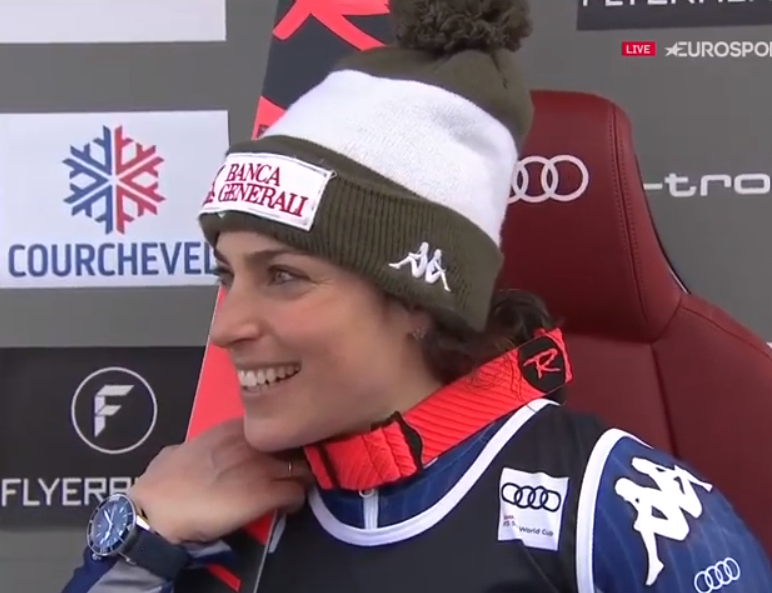
2019년 쿠르슈벨 월드컵 당시의 브리뇨네